# Austrosaropogon
Austrosaropogon is een vliegengeslacht uit de familie van de roofvliegen (Asilidae).

## Soorten
- A. barbula Daniels, 1991
- A. celaenops Daniels, 1991
- A. claviger Hardy, 1934
- A. gephyrion Daniels, 1991
- A. horsleyi (Walker, 1851)
- A. insulanus Daniels, 1991
- A. melanops Daniels, 1991
- A. montanus Daniels, 1991
- A. nigrinus (Macquart, 1850)
- A. nigritibia Daniels, 1991
- A. palleucus Daniels, 1991
- A. periscelis Daniels, 1991
- A. thule Daniels, 1991